# Podlesí (Ústí nad Orlicí-i járás)
Podlesí település Csehországban, az Ústí nad Orlicí-i járásban. Podlesí Orlické Podhůří, Koldín, Seč, Mostek, Brandýs nad Orlicí és Nasavrky településekkel határos. Lakosainak száma 275 fő (2024. január 1.).

## Népesség
A település lakosságának változását az alábbi diagram mutatja:
| Lakosok száma | 376  | 360  | 314  | 214  | 218  | 251  | 286  | 281  | 271  | 275  |
|               | 1869 | 1890 | 1921 | 1950 | 1980 | 2001 | 2017 | 2019 | 2022 | 2024 |